# Heidi, děvčátko z hor (Bohumil Říha)
Heidi, děvčátko z hor  je dětský román Bohumila Říhy z roku 1971. Kniha je převyprávěním staršího románu Heidi, děvčátko z hor od spisovatelky Johanny Spyri. Tento originální text byl poprvé vydán v letech 1880 a 1881. Do českého jazyka byla Heidi přeložena vícekrát a také Říhovo zpracování bývá někdy označováno za překlad. Přestože autor bral ohled na původní znění textu, jsou mezi oběma romány značné rozdíly. 
Román vypráví o osiřelé dívence jménem Heidi, kterou teta nechá u jejího dědečka. V horách poté s kamarádem Petrem zažívají různá dobrodružství.

## Děj
Příběh začíná při příjezdu Heidi a její tety Běty do malé horské vesničky, kde společně s Heidinou maminkou vyrůstaly. Heidi po dlouhém přemlouvání zůstane u dědečka Konráda, který bydlí daleko za vesničkou v horách. Již po cestě potká pasáčka koz jménem Petr, se kterým se, i přestože je nepříjemný, nakonec skamarádí. 
Dědeček Konrád si k Heidi po chvíli najde cestu a její pobyt tak začíná být čím dál příjemnější. Učí se životu na malé vesnici a užívá si čerstvého vzduchu, luk a prostoru pro zkoumání nových věcí. 
Když se vše zdá nejhezčí, přijde si pro holčičku teta Běta se zprávou, že jí chtějí ve Frankfurtu, aby dceři z bohaté rodiny dělala kamarádku. I přes Konrádův nesouhlas Běta Heidi odvedla. 
Ve Frankfurtu se seznámila se slečnou Klárou, holčičkou, která bohužel musela své dny trávit na vozíku. Dívky se rychle sblížily. Heidi se musela naučit spoustu nových věcí. Dostala spoustu lekcí vhodného chování, naučila se číst a zažila nová dobrodružství. Stále ale toužila po návratu do hor za dědečkem i Petrem. Po několika nocích, kdy Heidi toužila po návratu domů natolik, že byla náměsíčná, pan Hofman, Klárčin tatínek, na popud pana doktora usoudil, že bude nejlepší, když Heidi odjede co nejdříve domů.  
Heidi byla moc vděčná za návrat do Alp a všem ukázala, co se ve Frankfurtu naučila. Po nějaké době dostala psaní od Klárky, ve kterém bylo napsáno, že se s tatínkem chystají Heidi navštívit. Tato zpráva udělala holčičce velikou radost.  
Klárčin pobyt byl pro ni uzdravující. Postupně začínala chodit. Nejdříve za dědečkovy pomoci, následně už i sama. Všichni měli co oslavovat. Jediný Petr neměl z Klárčina příjezdu dobrý pocit. Heidi ho kvůli ní přestala doprovázet na pastvu a věnovat se mu. Ze žárlivosti shodil Klárčino křeslo ze stráně. Díky tomu se ale musela Klárka naučit opravdu chodit. Nevědomky jí pomohl.  
Když přijel pan Hofman zkontrolovat svou dceru, nevěřil svým očím.  
Před odjezdem pan Hofman zařídil vzdělání pro Petra i Heidi a zabezpečil Petrovu rodinu. Heidi i Klárka se rozloučili, ale ne na dlouho, protože spolu budou chodit do školy v Curychu. Dědeček bude Heidi navštěvovat a ona za ním zase bude jezdit na prázdniny. 

## Rozdíl mezi originálem a převyprávěním
Bohumil Říha na rozdíl od např. adaptace francouzské bere ohledy na původní znění románu Johanny Spyri. I přesto můžeme najít rozdíly. Říha toto dílo uzpůsobil mladé generaci 60. a 70. let 20. století. Odstranil popis chudinství, které by dítě z jeho doby jen těžko chápalo. Zvýraznil proto význam vzdělávání, některých lidských vlastností a důležitost lidským vztahů. Jedním z největších rozdílů, kterých si můžeme všimnout je omezení vlivu náboženství na výchovu Heidi, což je dáno nejen tím, že děd Konrád byl v Říhově adaptaci tzv. samorostlý filosof a jeho pojetí Boha bylo jiné, ale i tím, že je z příběhu vyškrtnuta postava Klářiny babičky.
Do příběhu byly přidány některé dialogy, kterými dodává dílu více neformálnosti. Nezdržel se ani hovorové řeči. Obsahově nenajdeme velké rozdíly. Říha se víceméně držel původního textu. Objevují se zde téměř všechny původní postavy, ale některé jsou podány jiným způsobem. Vypuštěna je nicméně například babička, k čemuž Leontina Křenková poznamenala: „Skoro je nám líto, že nepřišla ke slovu moudrá Klářina babička, která vnášela alespoň občas trochu tepla do studeného patricijského domu.“ Další postavou, která byla značně omezena, je pan doktor, o němž se v převyprávění dozvídáme jen okrajově.
Rozdíl, kterého si každý čtenář všimne, je pozměněný konec. V Říhově verzi změnu závěru můžeme předvídat již pojetím postavy děda Konráda a zčásti i pana Hofmana, Klárčina tatínka. Děd Konrád celý život byl mezi městskými, malichernými lidmi, od kterých si teď snaží odpočinout a i když zprvu působí zatrpkle, ukáže na konci pravou, lidskou tvář ve vztahu k Petrově rodině. I před panem farářem se nebojí zůstat svůj a ukázat mu své odlišné názory. Pan Hofman je naopak velmi dobrodružný. Má rád, když neví, kde se druhý den probudí, jak sám v románu pronesl. Tento jeho zájem zapříčinil, že vlastně zanedbává svou nemocnou dceru, přestože jí má velice rád. Na konci románu se dozvíme, že Heidi se po studiích vrátí za dědečkem do hor, protože tam je její místo a cítí se tam doma. To také souvisí s Říhovým vztahem k přírodě (v jeho dílech se často objevuje motiv přírody a vztah člověka k ní).

## Přijetí
Říhova Heidi se u českého obecenstva setkalo s velkým úspěchem. I ze strany moderních čtenářů přicházejí kladná hodnocení. Mnoho lidí převyprávění zná z dětství a rádi se k němu vrací. Hana Hrzalová ve své monografii věnované Bohumilu Říhovi uvedla, že „Říha toto dílko z doby předválečné vzkřísil k novému životu. V knize podle ní najdeme vše, v čem by dítě mohlo objevit zálibu, od kamarádství po život uprostřed přírody. V hlavních postavách Heidi a děda Konráda Říha vzdává hold dětské nefalšovanosti a lidské přirozenosti.“